# Lomatia tasmanica
Lomatia tasmanica es un arbusto tasmano de la familia de las proteáceas y comúnmente conocido, por su descubridor Deny King, como lomatia king o acebo king, aunque no es un acebo propiamente dicho.
La planta tiene hojas verdes brillantes y flores rosas, pero ni da frutos ni semillas. Sólo se conoce una colonia salvaje de lomatia del rey aún no extinta, aunque sí en peligro crítico por conservarse ya sólo alrededor de 500 ejemplares.
El acebo real es muy peculiar porque todos los ejemplares conocidos que quedan de esta especia son genéticamente idénticos. El motivo es que tiene tres juegos de cromosomas (es triploide) y por tanto es estéril, luego la reproducción ocurre sólo vegetativamente: cuando una rama cae y arraiga, estableciendo una nueva planta que resulta clon de su antecesora (genéticamente idéntica).